# Valea Banului
Valea Banului – wieś w Rumunii, w okręgu Buzău, w gminie Costești. W 2011 roku liczyła 115 mieszkańców.